# Ausons (Alts Pirineus)
Ausons (en francès Ouzous) és un municipi francès situat al departament dels Alts Pirineus i a la regió d'Occitània.

## Demografia
| 1962                                       | 1968 | 1975 | 1982 | 1990 | 1999 | 2007 |
| ------------------------------------------ | ---- | ---- | ---- | ---- | ---- | ---- |
| 81                                         | 91   | 94   | 119  | 128  | 187  | 204  |
| Des de 1962: població sense dobles comptes |      |      |      |      |      |      |

## Administració
| Període   | Identitat        | Partit |
| --------- | ---------------- | ------ |
| 2001-2008 | René Capdevielle |        |
| 2008-     | Dominique Gosset |        |